# Nephridiacanthus major
Espèce
Synonymes
- Echinorhynchus major Bremser, 1811 - protonyme
- Nephridiorhynchus major (Bremser, 1811)
- Gigantorhynchus major (Bremser, 1811)

Nephridiacanthus major est une espèce d'acanthocéphales de la famille des Oligacanthorhynchidae.
C'est un parasite digestif des hérissons paléarctiques.
Il a été découvert par Bremser en 1811,.